# 센세마야
《센세마야》(Sensemayá)는 멕시코의 작곡가인 실베스트레 레부엘타스(Silvestre Revueltas)가 1938년에 작곡한 교향시이다.

## 설명
이 작품은 쿠바의 시인인 니콜라스 기옌(스페인어: Nicolás Guillén, 1902~1989)이 지은 같은 이름의 시를 바탕으로 작곡된 것이다. 기옌의 시는 쿠바의 흑인 주술사가 하는 부두교의 의식을 형상화한 것이다. 그래서 이 작품은 이러한 의식의 과정을 음악으로 나타낸 것이라고 할 수 있다.

## 악기 편성
- 목관악기: 피콜로2, 플루트2, 오보에2, 잉글리시 호른, 내림 마조 클라리넷, 클라리넷2, 베이스 클라리넷, 바순3, 콘트라바순
- 금관악기: 호른4, 트럼펫4, 트롬본3, 튜바
- 타악기: 팀파니, 글로켄슈필, 실로폰, 클라베스, 큰북, 작은북, 톰톰2(고음, 저음), 심벌즈, 공2(대, 소), 박, 마라카스, 레코레코, 원주민 북
- 건반악기: 피아노, 첼레스타
- 현악 5부